# Final Resolution 2006
Final Resolution 2006 è stata la seconda edizione del pay-per-view prodotto dalla federazione Total Nonstop Action Wrestling (TNA). L'evento ha avuto luogo il 15 gennaio 2006 presso l'Impact Zone di Orlando in Florida.

## Risultati
| #  | Match | Stipulazioni | Durata         |
| -- | --- | --- | -------------- |
| 1  | Team Canada (A-1, Eric Young e Petey Williams) ha sconfitto Jay Lethal, Kenny King e Lance Hoyt                                 | Six-man tag team match | 05:54 Pre-Show |
| 2  | The Latin American Exchange (Homicide e Konnan) hanno sconfitto The Naturals (Andy Douglas e Chase Stevens)                     | Tag team match | 03:50 Pre-Show |
| 3  | Alex Shelley, Austin Aries e Roderick Strong hanno sconfitto Chris Sabin, Matt Bentley e Sonjay Dutt (con Traci)                | Six-man tag team match | 10:32          |
| 4  | The James Gang (B.G. James e Kip James) ha sconfitto The Diamonds in the Rough (David Young e Elix Skipper) (con Simon Diamond) | Tag team match | 07:47          |
| 5  | AJ Styles ha sconfitto Hiroshi Tanahashi                                                                                        | Single match | 11:03          |
| 6  | Sean Waltman ha sconfitto Raven                                                                                                 | No Disqualification match Se Raven avesse vinto avrebbe avito un'opportunità per l'NWA World Heavyweight Championship, perdendo invece sarebbe stato licenziato dalla TNA. | 10:00          |
| 7  | Bobby Roode (con Coach D'Amore) ha sconfitto Ron Killings                                                                       | Single match | 09:53          |
| 8  | Abyss (con James Mitchell) ha sconfitto Rhino                                                                                   | Single match | 09:18          |
| 9  | America's Most Wanted (Chris Harris e James Storm) (con Gail Kim) (c) hanno sconfitto Team 3D (Brother Devon e Brother Ray)     | Tag team match per il titolo NWA World Tag Team Championship | 12:41          |
| 10 | Samoa Joe (c) ha sconfitto Christopher Daniels per knockout tecnico                                                             | Single match per il titolo TNA X Division Championship | 15:30          |
| 11 | Christian Cage e Sting hanno sconfitto Jeff Jarrett e Monty Brown (con Gail Kim)                                                | Tag team match | 15:35          |
|    | (c) è riferito al campione in carica al momento dell'inizio del match.                                                          | |                |